# Russisch Museum

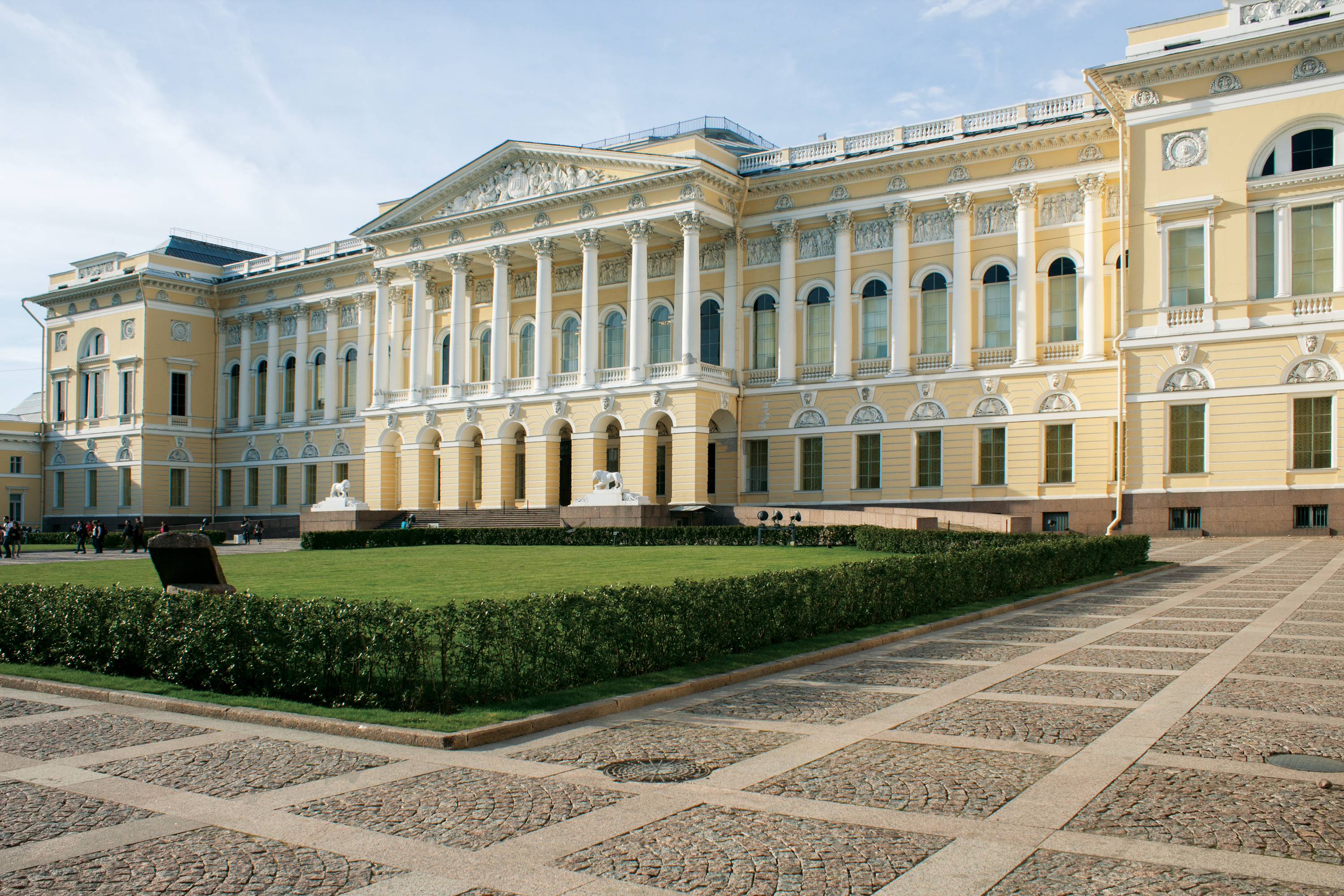
Het Mikhailovskipaleis, hoofdgebouw van het museum

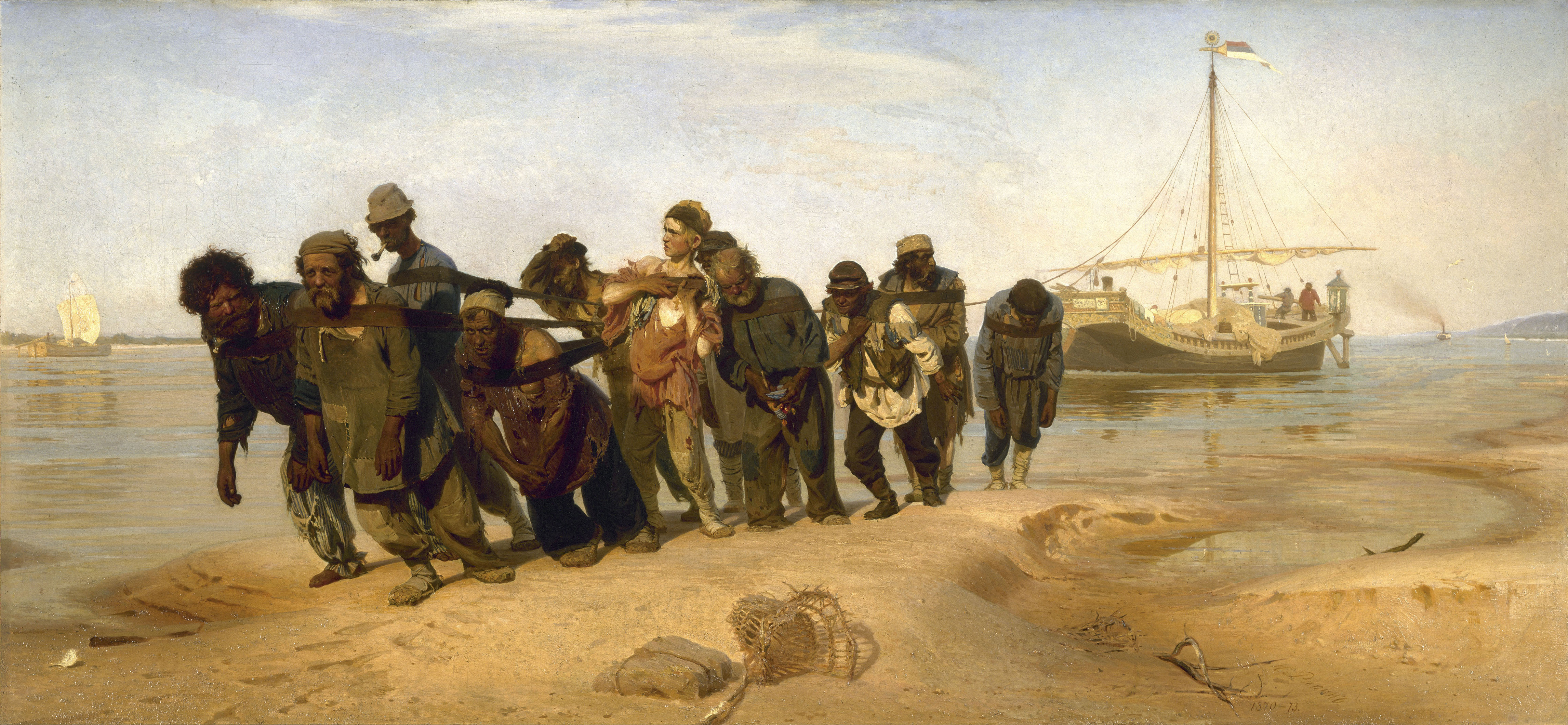
De Wolgaslepers van Ilja Repin

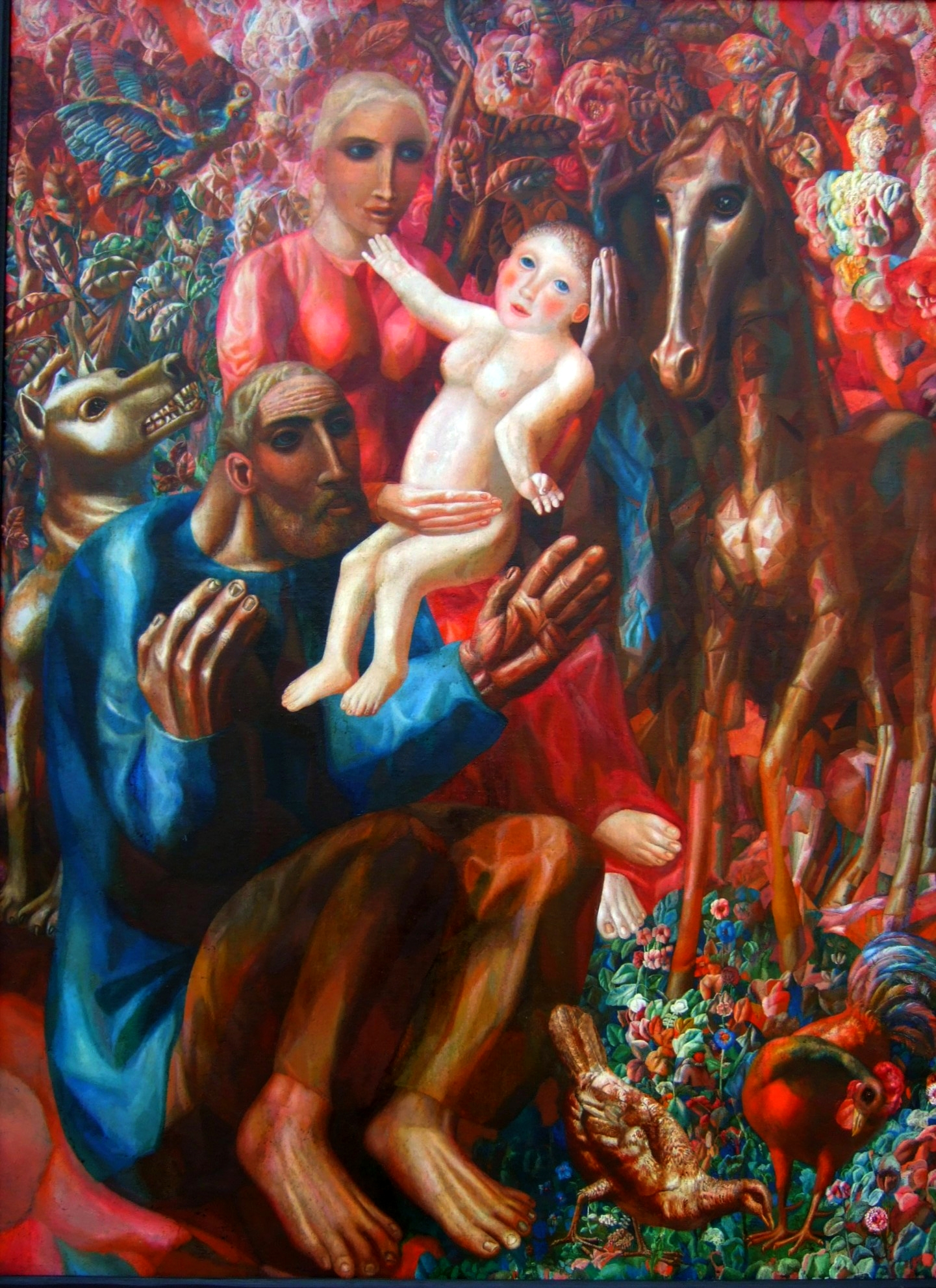
De Heilige Familie van Pavel Filonov (1914)

Het Russisch Museum (Russisch: Русский музей) of Russisch Staatsmuseum is een museum in de Russische stad Sint-Petersburg. De collectie omvat onder meer het schilderij De Wolgaslepers van Ilja Repin.

## Collectie
- Een relatief grote verzameling iconen uit de 11e eeuw en later, en andere religieuze kunst.
- Kunstnijverheid, sieraden en volkskunst
- Beeldhouwwerken
- Schilderijen van onder anderen Ivan Aivazovski, Ilja Repin (waaronder De Wolgaslepers), Karl Brjoellov, Marc Chagall, Wassily Kandinsky, Kazimir Malevitsj en Koezma Petrov-Vodkin.

In het Ludwig-Museum in het Russische Museum zijn werken van na 1945 te zien van moderne kunstschilders als Jasper Johns, Pablo Picasso, Jeff Koons, Jean-Michel Basquiat, Andy Warhol, Joseph Beuys, Ilya Kabakov, Jörg Immendorff en Gottfried Helnwein.

## Gebouwen
- Het Mikhailovskipaleis uit 1819-1825. Dit gebouw is het hoofdgebouw van het museum.

Gebouwen die ook onder beheer zijn van het Russisch Museum:
- Het Zomerhuis van de Peter de Grote (1710-1714).
- Het Marmeren Paleis (1768-1785), tegenwoordig in gebruik voor wisseltentoonstellingen en het Ludwig-museum in het Russisch Museum.
- Het Ingenieurskasteel (Sint-Michaelskasteel) (1786-1800).
- Het Stroganovpaleis aan de Nevski Prospekt (1753-1756).

## Geschiedenis
Het museum werd opgericht op 13 april 1895 bij de kroning van tsaar Nicolaas II. Dit museum is het grootste museum van Russische kunst in Sint-Petersburg. De oorspronkelijke verzameling was een gedeelte van de collectie van de Hermitage, het Alexanderpaleis en de Academie van de Kunsten van Sint-Petersburg. Na de Russische Revolutie in 1917 zijn ook veel kunstverzamelingen van rijke particulieren geconfisqueerd en aan dit museum toegewezen.
Op 10 maart 1995 werd het Ludwig-Museum in het Russische Museum geopend in het Marmerpaleis.